# Trichosia morio
Trichosia morio är en tvåvingeart som först beskrevs av Fabricius 1794.  Trichosia morio ingår i släktet Trichosia och familjen sorgmyggor.
Artens utbredningsområde är Tyskland. Arten är reproducerande i Sverige. Inga underarter finns listade i Catalogue of Life.